# Marianne Sághy

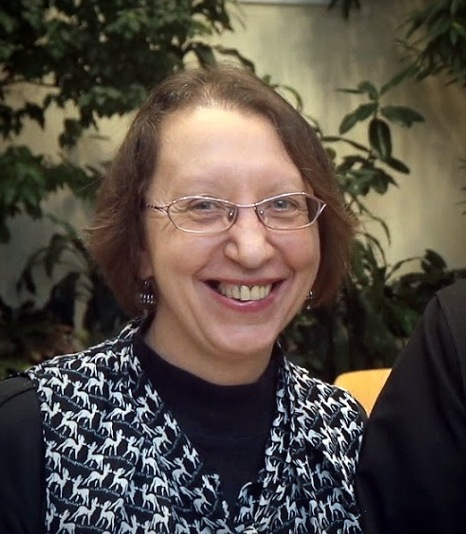
Marianne Sághy, 2016

Marianne Sághy (* 7. September 1961 in Budapest; † 21. September 2018 ebenda) war eine ungarische Historikerin. Ihr Forschungsgebiet war die religiöse und soziale Kultur der Spätantike und des frühen Mittelalters, mit besonderem Schwerpunkt auf Heiligenverehrung und Hagiographie. Sie war außerordentliche Professorin am Lehrstuhl für Mittelalterliche Studien der Central European University und am Lehrstuhl für mittelalterliche und frühneuzeitliche Universalgeschichte der Eötvös-Loránd-Universität in Budapest.

## Leben
Sághy wurde 1961 geboren. Sie besuchte das Szilágyi-Erzsébet-Gymnasium in Budapest. Ihr Studium an der Eötvös-Loránd-Universität schloss sie 1985 mit einem Diplom in Geschichte und Französisch ab. Sie erhielt ein Stipendium der französischen Regierung (1984–85) für ein Studium am Centre d’Études Supérieures de Civilisation Médiévale der Universität Poitiers. Ihre dortige Magisterarbeit beschäftigte sich mit Pierre Dubois’ Über die Wiedergewinnung des Heiligen Landes aus dem Jahr 1306 und ihre Dissertation mit Philippe de Mézières. Zwischen 1986 und 1987 war sie Gastwissenschaftlerin an der Universität Oxford und erhielt ein Stipendium der Soros-Stiftung. 1989 begann sie ihre Promotion an der Universität Princeton bei Natalie Zemon Davis und Peter Brown. Ihr Doktortitel wurde ihr 1998 für eine Arbeit mit dem Titel Patrons and Priests: The Roman Senatorial Aristocracy and the Church, AD 355–384.
1993 war sie Gründungsmitglied des Lehrstuhls für Mittelalterliche Studien an der Central European University, wo sie als Dozentin tätig war. Von 1999 bis 2003 war sie akademische Direktorin des Ungarischen Kulturinstituts in Paris, wo sie sich um die Förderung der französisch-ungarischen wissenschaftlichen und kulturellen Beziehungen bemühte. Sághy war 2016 Mitgründerin und Präsidentin der Magyar Hagiográfiai Társaság, der Ungarischen Gesellschaft für Hagiographie. Sie war Mitglied der Redaktionsausschüsse von wissenschaftlichen Zeitschriften wie dem Annual of the Department of Medieval Studies und der Hungarian Historical Review.
Sághy wurde als „eine versierte und fruchtbare Autorin, eine Übersetzerin wichtiger Werke und eine ernsthafte Wissenschaftlerin“ beschrieben. Ihr Beitrag zur Wissenschaft über spätantike und mittelalterliche Religion und Hagiografie durch ihre Lehrtätigkeit, die Organisation von internationalen Konferenzen, die Herausgabe von Büchern und Quelleneditionen und die Veröffentlichung von rund 60 wissenschaftlichen Einzelstudien war international anerkannt.
Sághy starb 2018 im Alter von siebenundfünfzig Jahren. Ihr letztes Buch zum Heiligen Martin von Tours wurde nur wenige Wochen vor ihrem Tod veröffentlicht. Die Central European University ehrte sie im Juni 2019 mit einem Kolloquium in memoriam und das Ungarische Kulturinstitut in Paris mit der Präsentation der posthumen Veröffentlichung der französischen Edition des Werks von Pierre Dubois.

## Veröffentlichungen (Auswahl)
Eine vollständige Veröffentlichungsliste wird in der Ungarischen Wissenschaftlichen Bibliographie (Magyar Tudományos Művek Tára (MTMT)) bzw. in der bibliografischen Datenbank der Regesta Imperii geführt.
Monographien
- Women and Power in East Central Europe: Medieval and Modern. Ch. Schlacks, Centre for Multietnic and Transnational Studies, University of Southern California, Los Angeles 1996 (englisch).
- Versek és vértanúk: a római mártírkultusz Damasus pápa korában, 366-384 (Gedichte und Märtyrer: Der römische Märtyrerkult zur Zeit von Papst Damasus). Kairosz, Paulus Hungarus, Budapest 2003 (ungarisch).
- Isten barátai: Szent és szentéletrajz a késő antikvitásban (Freunde Gottes: Heilige und Hagiographie in der Spätantike). Kairosz, Paulus Hungarus, Budapest 2005 (ungarisch).
- Fifteen Years of Medieval Studies in Central Europe. Central European University, Budapest 2009 (englisch).
- Szent Márton, Krisztus katonája (Sankt Martin, Soldat Christi). Szülőföld Kiadó, Szombathely 2018, ISBN 978-6-15584701-1 (ungarisch).

Herausgeberschaften
- mit Michele R. Salzman und Rita Lizzi Testa (Hrsg.): Pagans and Christians in Late Antique Rome: Conflict, Competition, and Coexistence in the Fourth Century. Cambridge University Press, Cambridge 2015, ISBN 978-1-316-27498-9 (englisch).
- mit Edward M. Schoolman (Hrsg.): Pagans and Christians in the Late Roman Empire: New Evidence, New Approaches (4th-8th centuries). Central European University Press, Budapest 2018, ISBN 978-963-386-255-1 (englisch).
- mit Robert G. Ousterhout (Hrsg.): Piroska and the Pantokrator: Dynastic Memory, Healing and Salvation in Komnenian Constantinople. Central European University Press, Budapest 2019, ISBN 978-963-386-295-7 (englisch).
- mit A. Leonas und P.-A. Forcadet (Hrsg.): Pierre Dubois, De la reconquête de la Terre Sainte - De l'abrègement des guerres et procès du royaume des Francs (franz.-lateinische Ausgabe). Les Belles Lettres, Paris 2019, ISBN 978-2-251-44879-4.

Übersetzungen
- Peter Brown: A szentkultusz: Kialakulása és szerepe a latin kereszténységben. Atlantisz Könyvkiadó, Budapest 1993 (Originaltitel: Cult of Saints: Its Formation and Role in Latin Christianity. Übersetzt von Miklós Tamás und Marianne Sághy).
- Robert A. Markus: Nagy Szent Gergely és kora. Kairosz, Paulus Hungarus, Budapest 2004 (Originaltitel: Pope Gregory I and his Age. Übersetzt von Marianne Sághy).
- Pierre Riché: Oktatás és művelődés a barbár Nyugaton. Szent István Társulat, Budapest 2016 (Originaltitel: Éducation et culture dans l’Occident barbare. Übersetzt von Anikó Ádám und Marianne Sághy).